# Lijst van rijksmonumenten in Tull en 't Waal
De plaats Tull en 't Waal telt 11 inschrijvingen in het rijksmonumentenregister. Hieronder een overzicht.
| Object | Oorspronkelijke functie?  | Bouwjaar               | Architect        | Locatie                | Coördinaten?                  | Nr.?   | Afbeelding                                          |
| --- | ------------------------- | ---------------------- | ---------------- | ---------------------- | ----------------------------- | ------ | --------------------------------------------------- |
| Boerderij, langhuistype met bakhuis | Boerderij                 | 18e eeuw               |                  | Lekdijk 48             | 51° 58' 16" NB, 5° 10' 33" OL | 22705  | Meer afbeeldingen                                   |
| Snellesteyn | Boerderij                 | 18e eeuw               |                  | Lekdijk 66             | 51° 58' 47" NB, 5° 9' 14" OL  | 22706  | Snellesteyn                                         |
| Deels gepleisterde boerderij, onder rieten zadeldak | Boerderij                 | 16e-17e eeuw           |                  | Lekdijk 78             | 51° 59' 51" NB, 5° 8' 15" OL  | 22707  | Deels gepleisterde boerderij, onder rieten zadeldak |
| Cafe-veerhuis-boerderij 'Landlust' | Horeca                    | 19e eeuw               |                  | Veerweg 2              | 51° 57' 51" NB, 5° 12' 53" OL | 22708  | Cafe-veerhuis-boerderij 'Landlust'                  |
| Geerestein | Boerderij                 |                        |                  | Waalseweg 85           | 52° 0' 15" NB, 5° 7' 40" OL   | 22709  | Meer afbeeldingen                                   |
| Hervormde Kerk | Kerk en kerkonderdeel     | 1778                   |                  | Waalseweg 71           | 52° 0' 7" NB, 5° 7' 58" OL    | 398785 | Meer afbeeldingen                                   |
| Terrein waarin overblijfselen van een kerkgebouw | Archeologisch monument    | middeleeuwen           |                  |                        | 51° 58' 33" NB, 5° 9' 18" OL  | 45473  | Upload foto                                         |
| Nieuwe Hollandse Waterlinie Cluster 57 Werk aan de Waalse Wetering: Fortaanleg met aardwerken, emplacementen, gracht, wegen en militaire landsgrond.                           | Fort, vesting en -onderdl | 1875-1878              |                  | Waalseweg bij 22       | 51° 59' 51" NB, 5° 9' 5" OL   | 531596 | Meer afbeeldingen                                   |
| Werk aan de Waalse Wetering: Bomvrije Kazerne A en Remise. | Bomvrij militair object   | 1875-1878              |                  | Waalseweg bij 22       | 51° 59' 51" NB, 5° 9' 5" OL   | 531597 | Meer afbeeldingen                                   |
| Werk aan de Waalse Wetering: Fortwachterswoning. | Fort, vesting en -onderdl | 1876                   |                  | Waalseweg 22           | 51° 59' 50" NB, 5° 9' 1" OL   | 531598 | Meer afbeeldingen                                   |
| Nieuwe Hollandse Waterlinie Cluster 58. Inundatiekanaal: Aanleg van Gedekte Gemeenschapsweg met Inundatiekanaal.                                                               | Fort, vesting en -onderdl | 1871-1874              |                  | t.w. van de Molenbuurt | 51° 58' 48" NB, 5° 9' 34" OL  | 531602 | Meer afbeeldingen                                   |
| Inundatiekanaal: Schuilplaatsen 1902-1903. | Bomvrij militair object   | 1902-1903              |                  | t.w. van de Molenbuurt | 51° 59' 3" NB, 5° 9' 35" OL   | 531603 | Meer afbeeldingen                                   |
| Inundatiekanaal: Munitienissen 1907-1908. | Militaire opslagplaats    | 1907-1908              |                  | t.w. van de Molenbuurt | 51° 58' 48" NB, 5° 9' 34" OL  | 531604 | Meer afbeeldingen                                   |
| Inundatiekanaal: Schuilplaatsen typen 1915-1916 / I. | Bomvrij militair object   | 1914-1918              |                  | t.w. van de Molenbuurt | 51° 58' 40" NB, 5° 9' 32" OL  | 531605 | Meer afbeeldingen                                   |
| Inundatiekanaal: Schuilplaatsen typen 1915-1916 / II. | Bomvrij militair object   | 1914-1918              |                  | t.w. van de Molenbuurt | 51° 58' 55" NB, 5° 9' 34" OL  | 531606 | Upload foto                                         |
| Inundatiekanaal: Groepsschuilplaatsen type P. | Bomvrij militair object   | 1939-1940              |                  | t.w. van de Molenbuurt | 51° 59' 7" NB, 5° 9' 15" OL   | 531607 | Upload foto                                         |
| Inundatiekanaal: Vaste IJzeren Brug. | Fort, vesting en -onderdl | 1874                   |                  | t.w. van de Molenbuurt | 51° 59' 52" NB, 5° 9' 40" OL  | 531608 | Meer afbeeldingen                                   |
| Nieuwe Hollandse Waterlinie Cluster 59 Werk aan de Korte Uitweg: Fortaanleg met aardwerken, waarin resten van geschutsopstelplaatsen, natte gracht met buitenoevers, met wegen | Fort, vesting en -onderdl | 1871-1874              |                  | Lange Uitweg 42A       | 51° 59' 8" NB, 5° 9' 35" OL   | 531612 | Meer afbeeldingen                                   |
| Werk aan de Korte Uitweg: Bomvrij bouwwerk/kazerne A. | Bomvrij militair object   | 1877                   |                  | Lange Uitweg 42A       | 51° 59' 7" NB, 5° 9' 33" OL   | 531613 | Meer afbeeldingen                                   |
| Werk aan de Korte Uitweg: Bomvrij bouwwerk/remise B. | Bomvrij militair object   | 1877                   |                  | Lange Uitweg 42A       | 51° 59' 7" NB, 5° 9' 33" OL   | 531614 | Upload foto                                         |
| Werk aan de Korte Uitweg: Houten loods. | Bijgebouwen               | 1910-1920              |                  | Lange Uitweg 42A       | 51° 59' 7" NB, 5° 9' 33" OL   | 531615 | Meer afbeeldingen                                   |
| Werk aan de Korte Uitweg: Fortwachterswoning. | Bijgebouwen               | 1877-1878              |                  | Lange Uitweg 42        | 51° 59' 7" NB, 5° 9' 30" OL   | 531616 | Meer afbeeldingen                                   |
| Nieuwe Hollandse Waterlinie Cluster 61 Fort Honswijk: Fortaanleg met aardwerken.                                                                                               | Fort, vesting en -onderdl | 1841-1848 en 1871-1886 |                  | Lekdijk bij 58         | 51° 58' 28" NB, 5° 9' 20" OL  | 531625 | Meer afbeeldingen                                   |
| Fort Honswijk: Toren (I). | Waarnemingspost           | 1844-1848              | Ing. J. Muschart | Lekdijk bij 58         | 51° 58' 23" NB, 5° 9' 26" OL  | 531626 | Meer afbeeldingen                                   |
| Fort Honswijk: Contrescarpgalerij (K) met poterne en remise (L). | Fort, vesting en -onderdl | 1881-1885              |                  | Lekdijk bij 58         | 51° 58' 24" NB, 5° 9' 26" OL  | 531627 | Meer afbeeldingen                                   |
| Fort Honswijk: Schuilplaats met verbruiksmagazijn C/bomvrij gebouw. | Bomvrij militair object   | 1878-1882              |                  | Lekdijk bij 58         | 51° 58' 28" NB, 5° 9' 22" OL  | 531628 | Meer afbeeldingen                                   |
| Fort Honswijk: Remise D / Bomvrij gebouw. | Bomvrij militair object   | 1880                   |                  | Lekdijk bij 58         | 51° 58' 28" NB, 5° 9' 22" OL  | 531629 | Upload foto                                         |
| Fort Honswijk: Remise E / Bomvrij gebouw. | Bomvrij militair object   | 1878-1882              |                  | Lekdijk bij 58         | 51° 58' 31" NB, 5° 9' 21" OL  | 531630 | Meer afbeeldingen                                   |
| Fort Honswijk: Remise F en remise annex kazemat M/bomvrije gebouwen. | Bomvrij militair object   | 1878-1882, 1883        |                  | Lekdijk bij 58         | 51° 58' 30" NB, 5° 9' 28" OL  | 531631 | Meer afbeeldingen                                   |
| Fort Honswijk: Remise G/magazijn/bomvrij gebouw. | Bomvrij militair object   | 1878-1882              |                  | Lekdijk bij 58         | 51° 58' 24" NB, 5° 9' 26" OL  | 531632 | Meer afbeeldingen                                   |
| Fort Honswijk: Munitiedepot H/bomvrij gebouw (kruit- en projectielenmagazijn en werkplaats).                                                                                   | Bomvrij militair object   | 1878                   |                  | Lekdijk bij 58         | 51° 58' 28" NB, 5° 9' 24" OL  | 531633 | Meer afbeeldingen                                   |
| Fort Honswijk: Fortwachterswoning T. | Bijgebouwen               | 1878                   |                  | Lekdijk 58             | 51° 58' 25" NB, 5° 9' 23" OL  | 531634 | Meer afbeeldingen                                   |
| Fort Honswijk: Poortgebouw (A) met toegangspoterne. | Bijgebouwen               | 1878                   |                  | Lekdijk bij 58         | 51° 58' 28" NB, 5° 9' 22" OL  | 531635 | Meer afbeeldingen                                   |
| Fort Honswijk: Inundatiesluis/keersluis met brug. | Fort, vesting en -onderdl | 1846                   |                  | Lekdijk                | 51° 58' 27" NB, 5° 9' 31" OL  | 531636 | Upload foto                                         |
| Fort Honswijk: Restant inundatiesluis. | Fort, vesting en -onderdl | 1845                   |                  | Lekdijk                |                               | 531637 | Upload foto                                         |